# Eltje Edens
Eltje Edens (Winschoten, 7 december 1946 – aldaar, 21 oktober 2018) was een Nederlands betaald voetballer die bij voorkeur speelde als rechtsback.

## Loopbaan
Edens begon bij WVV en speelde tussen 1968 en 1975 in totaal 189 wedstrijden in het betaald voetbal voor Veendam. In totaal speelde hij 182 wedstrijden in de Eerste divisie en 7 wedstrijden in de beker. Hierna keerde hij terug bij WVV.

## Trivia
Edens is vooral bekend omdat hij de eerste gele kaart kreeg in het Nederlands betaalde voetbal. Dit was zeven minuten na aanvang van de wedstrijd HVC - Veendam op op 13 augustus 1972.